# Robert Ryan
Robert Bushnell Ryan (Chicago, 11 novembre 1909 – New York, 11 luglio 1973) è stato un attore statunitense.

## Biografia

### Una giovinezza avventurosa
Già campione dei pesi massimi del Dartmouth College, dove si laureò nel 1932, negli anni seguenti condusse una vita avventurosa, prima imbarcandosi e poi come operaio nel periodo del New Deal, e in seguito come lavorante in un ranch del Montana. Nel 1939 sposò Jessica Cadwalader, da cui ebbe tre figli. 
Entrò nel mondo del teatro con l'intenzione di scrivere testi ma ben presto, per sbarcare il lunario, studiò recitazione e iniziò a lavorare come attore, dividendosi tra il teatro e le prime parti d'assaggio a Hollywood, dove debuttò nel 1940 in Queen of the Mob. Dopo essersi assicurato un contratto con la RKO ed essere apparso in un ruolo di rilievo nella commedia musicale Non ti posso dimenticare (1943), al fianco di Fred Astaire e Joan Leslie, nel gennaio del 1944 Ryan si arruolò nel corpo dei Marines degli Stati Uniti e servì come istruttore di reclute a Camp Pendleton, presso San Diego (California). Qui fece amicizia con lo scrittore e futuro regista Richard Brooks e, nello stesso periodo, imparò anche a dipingere.

### I ruoli da "duro"

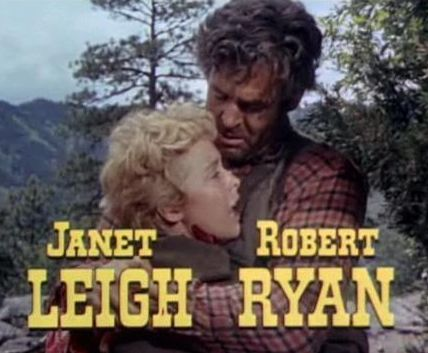
Con Janet Leigh nel trailer di Lo sperone nudo (The Naked Spur)

Rientrato a Hollywood al termine del conflitto, Ryan si impose all'attenzione di pubblico e critica per la sua interpretazione del killer antisemita in Odio implacabile (1947) di Edward Dmytryk, ruolo per il quale ebbe la candidatura all'Oscar per il miglior attore non protagonista. La sua maschera dura, dai lineamenti marcati e sofferti, ne fece l'interprete ideale di personaggi forti, risoluti e spesso violenti.
In Stasera ho vinto anch'io (1949) di Robert Wise, l'attore offrì una delle sue più belle interpretazioni, impersonando Bill "Stoker" Thompson, un veterano del pugilato che rifiuta di farsi sconfiggere in un incontro. Il film di Wise rimane una delle pellicole migliori sul mondo della boxe e Ryan si avvalse anche della sua esperienza giovanile di pugile. Nel successivo Neve rossa (1952) di Nicholas Ray, diede una straordinaria forza interpretativa al personaggio di Jim Wilson, violento poliziotto cittadino che, inviato per punizione a risolvere un omicidio in una località di montagna, trova la soluzione ma anche una sorta di redenzione personale.
Nella prima metà degli anni cinquanta Ryan lavorò moltissimo, spaziando nei vari generi ma soprattutto nel noir, nei film di guerra e nel western. In particolare, in quest'ultimo genere fu eccellente la sua caratterizzazione del "cattivo" Ben Vandergroat in Lo sperone nudo (1953) di Anthony Mann, in cui spesso rubò la scena all'antagonista "buono" interpretato da James Stewart. Altre prove d'attore di grande spessore furono quelle del gangster in La casa di bambù (1955) di Samuel Fuller, di un tenente dell'esercito in Uomini in guerra (1957) di Anthony Mann, di un povero contadino in Il piccolo campo (1958) dello stesso Mann, di un vecchio poliziotto sospeso dal servizio, che organizza un "colpo" in Strategia di una rapina (1959) di Robert Wise.
Nei primi anni sessanta prese parte ad alcuni kolossal, interpretati da grandi star come era d'uso all'epoca. Fu Giovanni Battista ne Il re dei re (1961) di Nicholas Ray e fu uno dei componenti del ricco cast de Il giorno più lungo (1962), kolossal bellico sullo sbarco in Normandia. Nello stesso periodo Ryan, dopo quasi trent'anni di assenza dal palcoscenico, tornò a calcare le scene teatrali interpretando a Broadway il musical Mr. President e la commedia Prima pagina. Mr. President vedeva come interprete femminile Nanette Fabray, insieme alla quale Ryan partecipò come special guest, il 21 ottobre 1962, alla famosa trasmissione What's My Line?.
Nel 1966 fu uno dei protagonisti dell'ottimo western I professionisti di Richard Brooks, mentre in seguito prese parte a Quella sporca dozzina (1967) di Robert Aldrich, ma ancor più significativa fu la sua partecipazione a un film cult, Il mucchio selvaggio (1969), il western crepuscolare, visionario, barocco e violento di Sam Peckinpah, una vera e propria elegia del tramonto di un'epoca. Diretto da Michael Winner, nel 1971 fu protagonista insieme a Burt Lancaster del western Io sono la legge. Morì a causa di un tumore a 63 anni, un anno dopo la morte della moglie Jessica.

### Il contrasto fra l'uomo e i suoi personaggi

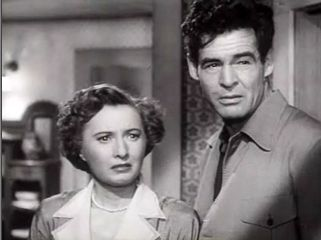
Con Barbara Stanwyck in La confessione della signora Doyle (Clash by Night) di Fritz Lang

Nella vita Robert Ryan fu un democratico liberal, che senza tregua si spese a favore dei diritti civili. Nonostante il suo periodo di servizio militare durante la seconda guerra mondiale, fu anche un convinto pacifista, in pieno accordo con la fede quacchera di sua moglie Jessica. Negli anni cinquanta si oppose fermamente al fenomeno del maccartismo e contribuì anche finanziariamente al sostegno di molte organizzazioni che a Hollywood si opponevano alla cosiddetta "caccia alle streghe". Negli anni sessanta il suo impegno politico si concentrò sulla lotta contro la discriminazione razziale, che lo vide partecipare al comitato di difesa di Martin Luther King. Con altri famosi artisti come Bill Cosby, Robert Culp e Sidney Poitier, Ryan fondò l'organizzazione di artisti in difesa dei neri.
Il fatto che sullo schermo Ryan abbia quasi sempre impersonato personaggi in evidente contrasto con le sue convinzioni, ha creato la falsa convinzione che l'attore fosse un "falco". Oppositore del maccartismo, egli si trovò persino ad interpretare un odioso agente in Lo schiavo della violenza (1949), una pellicola di evidente propaganda anticomunista. Pacifista convinto, per contrasto impersonò una nutrita serie di personaggi violenti in film di guerra, western e thriller, mentre il suo impegno nel sostegno all'integrazione razziale non gli impedì di dar vita a personaggi bigotti e reazionari, come in Odio implacabile o Strategia di una rapina. Ryan visse per tutta la carriera questa ambivalenza tra interprete e personaggio, tanto che - all'uscita di Strategia di una rapina - sentì il bisogno di incontrare spesso la stampa estera e i mass-media neri affrontando il tema: "I problemi di un attore come me, che interpreta personaggi che nella vita reale trova totalmente disprezzabili".

## Filmografia

### Cinema
- La donna e lo spettro (The Ghost Breakers), regia di George Marshall (1940) (non accreditato)
- Queen of the Mob, regia di James P. Hogan (1940) (non accreditato)
- Guanti d'oro (Golden Gloves), regia di Edward Dmytryk e Felix E. Feist (1940)
- Giubbe rosse (North West Mounted Police), regia di Cecil B. DeMille (1940)
- The Texas Rangers Ride Again, regia di James P. Hogan (1940) (non accreditato)
- Ragazze che sognano (Rings on Her Fingers), regia di Rouben Mamoulian (1942)
- 19º stormo bombardieri (Bombardier), regia di Richard Wallace (1943)
- Non ti posso dimenticare (The Sky's the Limit), regia di Edward H. Griffith (1943)
- Tragico oriente (Behind the Rising Sun), regia di Edward Dmytryk (1943)
- Il maggiore di ferro (The Iron Major), regia di Ray Enright (1943)
- Viaggio per la libertà (Gangway for Tomorrow), regia di John H. Auer (1943)
- Eravamo tanto felici (Tender Comrade), regia di Edward Dmytryk (1943)
- L'azione continua (Marine Raiders), regia di Harold D. Schuster (1944)
- Frontiere selvagge (Trail Street), regia di Ray Enright (1947)
- La donna della spiaggia (The Woman on the Beach), regia di Jean Renoir (1947)
- Odio implacabile (Crossfire), regia di Edward Dmytryk (1947)
- Il treno ferma a Berlino (Berlin Express), regia di Jacques Tourneur (1948)
- Gli avvoltoi (Return of the Bad Men), regia di Ray Enright (1948)
- Il ragazzo dai capelli verdi (The Boy with Green Hair), regia di Joseph Losey (1948)
- Atto di violenza (Act of Violence), regia di Fred Zinnemann (1948)
- Presi nella morsa (Caught), regia di Max Ophüls (1949)
- Stasera ho vinto anch'io (The Set-Up), regia di Robert Wise (1949)
- Lo schiavo della violenza (The Woman on Pier 13), regia di Robert Stevenson (1949)
- Nozze infrante (The Secret Fury), regia di Mel Ferrer (1950)
- La seduttrice (Born to Be Bad), regia di Nicholas Ray (1950)
- Hard, Fast and Beautiful, regia di Ida Lupino (1951) (non accreditato)
- Il magnifico fuorilegge (Best of the Badmen), regia di William D. Russell (1951)
- I diavoli alati (Flying Leathernecks), regia di Nicholas Ray (1951)
- La gang (The Racket), regia di John Cromwell (1951)
- Neve rossa (On Dangerous Ground), regia di Nicholas Ray e, non accreditata, Ida Lupino (1951)
- La confessione della signora Doyle (Clash By Night), regia di Fritz Lang (1952)
- La jena di Oakland (Beware, My Lovely), regia di Harry Horner (1952)
- Dan il terribile (Horizons West), regia di Budd Boetticher (1952)
- Lo sperone nudo (The Naked Spur), regia di Anthony Mann (1953)
- La città sommersa (City Beneath the Sea), regia di Budd Boetticher (1953)
- Inferno, regia di Roy Ward Baker (1953)
- Nei mari dell'Alaska (Alaska Seas), regia di Jerry Hopper (1954)
- Addio signora Leslie (About Mrs. Leslie), regia di Daniel Mann (1954)
- Tra due amori (Her Twelve Men), regia di Robert Z. Leonard (1954)
- Giorno maledetto (Bad Day at Black Rock), regia di John Sturges (1955)
- L'avventuriero di Burma (Escape to Burma), regia di Allan Dwan (1955)
- La casa di bambù (The House of Bamboo), regia di Samuel Fuller (1955)
- Gli implacabili (The Tall Men), regia di Raoul Walsh (1955)
- La grande sfida (The Proud Ones), regia di Robert D. Webb (1956)
- Ritorno dall'eternità (Back from Eternity), regia di John Farrow (1956)
- Uomini in guerra (Men in War), regia di Anthony Mann (1957)
- Non desiderare la donna d'altri (Lonelyhearts), regia di Vincent J. Donehue (1958)
- Il piccolo campo (God's Little Acre), regia di Anthony Mann (1958)
- La notte senza legge (Day of the Outlaw), regia di André De Toth (1959)
- Strategia di una rapina (Odds Against Tomorrow), regia di Robert Wise (1959)
- Lo zar dell'Alaska (Ice Palace), regia di Vincent Sherman (1960)
- I canadesi (The Canadians), regia di Burt Kennedy (1961)
- Il re dei re (King of Kings), regia di Nicholas Ray (1961)
- Il giorno più lungo (The Longest Day), regia di Ken Annakin, Andrew Marton e Bernhard Wicki (1962)
- Billy Budd, regia di Peter Ustinov (1962)
- New York Press, operazione dollari (The Crooked Road), regia di Don Chaffey (1964)
- La guerra segreta (The Dirty Game), regia di Christian-Jaque, Werner Klingler, Carlo Lizzani e Terence Young (1965)
- La battaglia dei giganti (Battle of the Bulge), regia di Ken Annakin (1965)
- I professionisti (The Professionals), regia di Richard Brooks (1966)
- Un vestito per un cadavere (The Busy Body), regia di William Castle (1967)
- Quella sporca dozzina (The Dirty Dozen), regia di Robert Aldrich (1967)
- L'ora delle pistole - Vendetta all'O.K. Corral (Hour of the Gun), regia di John Sturges (1967)
- Custer eroe del West (Custer of the West), regia di Robert Siodmak (1968)
- Un minuto per pregare, un istante per morire, regia di Franco Giraldi (1968)
- Lo sbarco di Anzio, regia di Edward Dmytryk e Duilio Coletti (1968)
- Il mucchio selvaggio (The Wild Bunch), regia di Sam Peckinpah (1969)
- Il capitano Nemo e la città sommersa (Captain Nemo and the Underwater City), regia di James Hill (1969)
- The Reason Way, regia di Paul Leaf (1970)
- Io sono la legge (Lawman), regia di Michael Winner (1971)
- La macchina dell'amore (The Love Machine), regia di Jack Haley Jr. (1971)
- La corsa della lepre attraverso i campi (La course du lièvre à travers les champs), regia di René Clément (1972)
- La terra si tinse di rosso (Lolly-Madonna XXX), regia di Richard C. Sarafian (1973)
- Organizzazione crimini (The Outfit), regia di John Flynn (1973)
- Azione esecutiva (Executive Action), regia di David Miller (1973)
- The Iceman Cometh, regia di John Frankenheimer (1973)

### Televisione
- Screen Directors Playhouse – serie TV, episodio 1x11 (1955)
- Alcoa Theatre – serie TV, 4 episodi (1957-1958)
- Goodyear Theatre – serie TV, 5 episodi (1957-1958)
- Il reporter (The Reporter) – serie TV, episodio 1x06 (1964)
- Polvere di stelle (Bob Hope Presents the Chrysler Theatre) – serie TV, episodio 3x17 (1966)

## Teatro
- Too Many Husbands, di William Somerset Maugham, regia di Max Reinhardt (1940)
- I giorni della vita, di William Saroyan, regia di David Lowe (1941)
- A Kiss for Cinderella, di J. M. Barrie (1941)
- Clash by Night, di Clifford Odets, regia di Lee Strasberg (1941)
- Petticoat Fever, di Mark Reed, regia di James Neilson (1949)
- Born Yesterday, di Garson Kanin, regia di James Neilson (1950)
- Coriolano, di William Shakespeare, regia di John Houseman (1954)
- La guerra di Troia non si farà, di Jean Giraudoux, regia di Harold J. Kennedy (1957)
- Assassinio nella cattedrale, di T. S. Eliot, regia di John Houseman (1960)
- Antonio e Cleopatra, di William Shakespeare, regia di Jack Landau (1960)
- Mr. President, musical, regia di Joshua Logan (1962)
- Otello, di William Shakespeare, regia di Noel Willman (1967)
- Lungo viaggio verso la notte, di Eugene O'Neill, regia di Michael Rudman (1967)
- Piccola città, di Thornton Wilder, regia di Leo Brady (1968)
- Prima pagina, di Ben Hecht e Charles MacArthur, regia di Leo Brady (1968)

## Doppiatori italiani
- Emilio Cigoli in La donna della spiaggia, Odio implacabile, Atto di violenza, Lo schiavo della violenza, La seduttrice, I diavoli alati, La gang, Neve rossa, La confessione della signora Doyle, La jena di Oakland, Dan il terribile, Lo sperone nudo, La città sommersa, Inferno, Nei mari dell'Alaska, Tra due amori, Giorno maledetto, L'avventuriero di Burma, La casa di bambù, La grande sfida, Ritorno dall'eternità, Uomini in guerra, Non desiderare la donna d'altri, Il piccolo campo, La notte senza legge, Strategia di una rapina, Lo zar dell'Alaska, I canadesi, Il re dei re, New York Press, operazione dollari
- Renato Turi in 19º stormo bombardieri, Gli implacabili, La battaglia dei giganti
- Gualtiero De Angelis in Eravamo tanto felici, Nozze infrante, Il giorno più lungo
- Glauco Onorato in La corsa della lepre attraverso i campi, Azione esecutiva
- Francesco Pannofino nei ridoppiaggi di Eravamo tanto felici e Lo schiavo della violenza
- Augusto Marcacci in Frontiere selvagge
- Adolfo Geri in Gli avvoltoi
- Carlo D'Angelo in Il ragazzo dai capelli verdi
- Otello Toso in Stasera ho vinto anch'io
- Sergio Rossi in La guerra segreta
- Bruno Persa in I professionisti
- Mario Feliciani in Quella sporca dozzina
- Sergio Graziani in L'ora delle pistole
- Luciano Melani in Custer eroe del West
- Giorgio Piazza in Un minuto per pregare, un istante per morire
- Giulio Panicali in Lo sbarco di Anzio
- Michele Kalamera in Il mucchio selvaggio
- Carlo Alighiero in Il Capitano Nemo e la città sommersa
- Manlio Busoni in Io sono la legge
- Mario Erpichini in Organizzazione crimini
- Roberto Chevalier in Viaggio per la libertà (ridoppiaggio)
- Elio Zamuto in La donna della spiaggia (ridoppiaggio)
- Marcello Tusco in Presi nella morsa (doppiaggio tardivo)
- Natalino Libralesso in Stasera ho vinto anch'io (ridoppiaggio)
- Lino Troisi in Neve rossa (ridoppiaggio)

## Riconoscimenti
Premi Oscar 1948 – Candidatura all'Oscar al miglior attore non protagonista per Odio implacabile